# Расплата 2
«Расплата 2» (англ. The Accountant 2) — американский художественный фильм в жанре остросюжетный боевик режиссёра Гэвина О’Коннора по сценарию Билла Дюбюка. В главных ролях — Бен Аффлек, Джон Бернтал и Дж. К. Симмонс. Продолжение фильма «Расплата» (2016).
Релиз фильма состоялся 25 апреля 2025 года.

## Сюжет
Агент казначейства Мэрибет Медина пытается найти убийцу своего бывшего руководителя. Женщина обращается к Кристиану Вульфу — гениальному математику с навыками киллера. Крис объединяется с братом Браксом и постепенно собирает воедино все части этой головоломки. Чем ближе троица подбирается к правде, тем сильнее привлекает к себе внимание жестоких убийц, желающих остановить это расследование.

## В ролях
- Бен Аффлек — Кристиан Вольф, бухгалтер-аутист, который отмывает деньги для самых опасных преступников в мире[9].
- Джон Бернтал — Бракс (Брэкстон), брат Кристиана. Управляет охранной компанией для высокопоставленных клиентов.
- Дж. К. Симмонс — Рэй Кинг, директор FinCEN Министерства финансов. Кинг построил карьеру, следуя зацепкам Вулффа после того, как встретил его много лет назад во время слежки.
- Синтия Аддай-Робинсон — Мэрибет Медина, агента Казначейства, которому поручено выяснить настоящую личность Бухгалтера.

## Производство
В сентябре 2021 года режиссёр Гэвин О’Коннор в интервью Cinema Blend сообщил, что в разработке находится сиквел «Расплаты», а также возможность создания третьего фильма. Бен Аффлек и Джон Бернтал были утверждены на роли Кристиана Вулффа и Бракса. В марте 2024 года было объявлено о возвращении Дж. К. Симмонса и Синтии Аддай-Робинсон. В апреле к актёрскому составу присоединились Даниэлла Пинеда, Элисон Робертсон, Роберт Морган и Грант Харви.
Основные съёмки начались 25 марта 2024 года в Калифорнии. В феврале 2024 года было объявлено, что компания Amazon MGM Studios приобрела права у Warner Bros. Pictures, выделив на это 10 миллионов долларов и предоставив налоговые льготы.
В апреле 2025 года стало известно, что бюджет фильма оценивается в 80 миллионов долларов. Это превышает затраты на первый фильм, бюджет которого был 44 миллиона долларов.

## Отзывы и оценки
По состоянию на 4 мая 2025 года фильм собрал 41,2 млн долларов в США и Канаде и 13,2 млн долларов на других территориях, а его мировые сборы составили 54,4 млн долларов.
На сайте Rotten Tomatoes фильм имеет рейтинг 76 % основанный на 178 отзывах, со средней оценкой 6.2/10. Консенсус критиков гласит: «Улучшив оригинал за счёт приятельской комедийной химии Бена Аффлека и Джона Бернтала, фильм можно смело отнести к категории „Хорошо проведённое время в кино“». На Metacritic средневзвешенная оценка составляет 58 из 100 на основе 41 рецензий.

## Будущее
В сентябре 2021 года О’Коннор раскрыл планы по расширению «Расплаты» до трилогии фильмов. Производство планируется завершить со второй частью, а третий фильм режиссёр назвал «Человеком дождя на стероидах».